# Planum Australe
Planum Australe (Latin: "đồng bằng phía nam") là đồng bằng cực nam của Sao Hỏa. Nó kéo dài ở phía nam khoảng 75°N và tập trung ở 83°54′N 160°00′Đ / 83,9°N 160°Đ. Địa chất của khu vực này dự tính được khám phá bởi cuộc thám hiểm Mars Polar Lander - một sứ mệnh thất bại của NASA, tàu đã mất liên lạc khi đi vào bầu khí quyển Sao Hỏa.
Vào tháng 7 năm 2018, các nhà khoa học đã báo cáo phát hiện về một hồ nước lỏng dưới băng 1,5 km (0,93 mi) trên Sao Hỏa dựa trên các nghiên cứu radar MARSIS, hồ nằm bên dưới chỏm băng cực nam và kéo dài sang một bên khoảng 20 km (12 mi), đây là khu vực có nước ổn định đầu tiên được biết đến trên hành tinh này.

## Chỏm băng

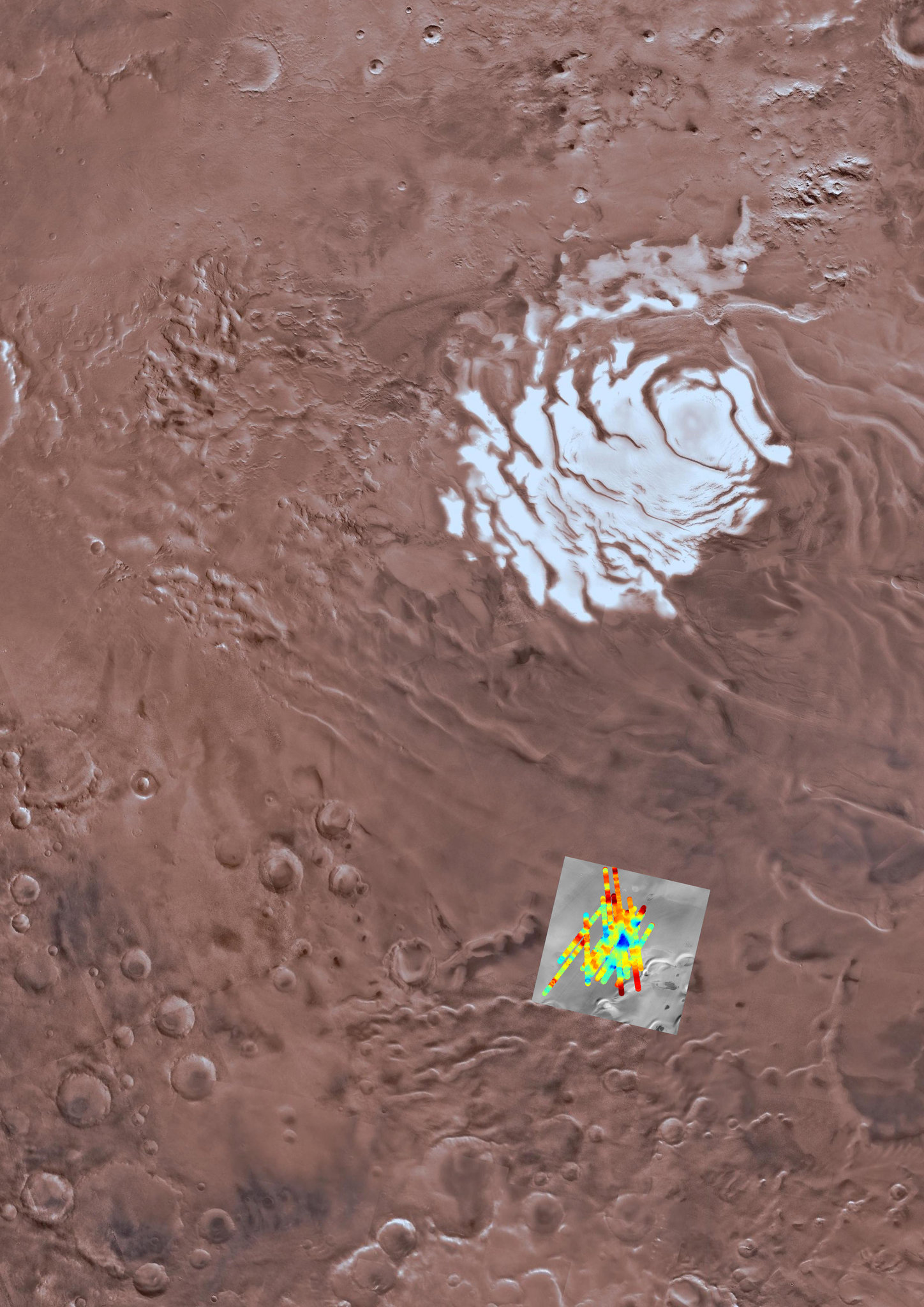
Vị trí vùng nước dưới băng cực nam (báo cáo tháng 7 năm 2018)

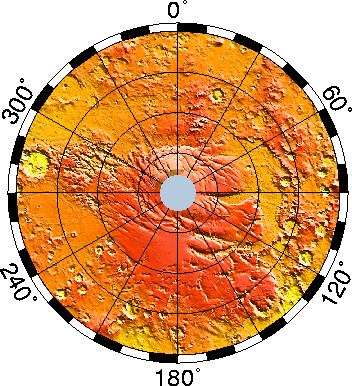
Bản đồ độ cao địa hình của cực Nam. Lưu ý cách Planum Australe nổi lên trên địa hình miệng núi lửa xung quanh. Bấm vào để phóng to và để biết thêm thông tin.

Một phần Planum Australe được bao phủ bởi chỏm băng vùng cực vĩnh cửu bao gồm nước đóng băng và carbon dioxide dày khoảng 3 km. Một lớp băng theo mùa hình thành bên trên lớp băng vĩnh cửu trong mùa đông trên Sao Hỏa, kéo dài từ 60°N về phía nam. Vào mùa đông, nó dày khoảng 1 mét. Có thể diện tích chỏm băng này sẽ bị thu hẹp lại do biến đổi khí hậu. Tuy vậy những tuyên bố về sự nóng lên toàn cầu trên toàn Sao Hỏa dựa trên hình ảnh lại bỏ qua dữ liệu nhiệt độ và bộ dữ liệu toàn cầu của hành tinh này. Dữ liệu từ tàu vũ trụ và dữ liệu vi sóng cho thấy nhiệt độ trung bình toàn cầu cao nhất là ổn định, và có thể đang nguội đi.
Năm 1966, Leighton và Murray đề xuất rằng vùng cực của Sao Hỏa cung cấp lượng CO2 lớn hơn nhiều so với trữ lượng trong bầu khí quyển. Tuy nhiên hiện nay người ta cho rằng cả hai vùng cực đều được cấu tạo chủ yếu từ nước đóng băng. Cả hai cực đều có lớp phủ CO2 theo mùa mỏng, trong khi cực nam có lớp phủ CO2 tồn dư vĩnh cửu, dày khoảng 8 đến 10 mét nằm trên mặt nước đóng băng. Kết luận rằng phần lớn băng là nước dựa vào lập luận rằng CO2 không đủ chắc về mặt cơ học để làm cho chỏm băng dày 3 km ổn định trong thời gian dài. Bằng chứng gần đây từ radar xuyên băng SHARAD đã cho thấy lượng băng CO2 khổng lồ dưới bề mặt xấp xỉ bằng 80% khí quyển hiện tại, hay 4–5 mbar, được lưu trữ ở Planum Australe.

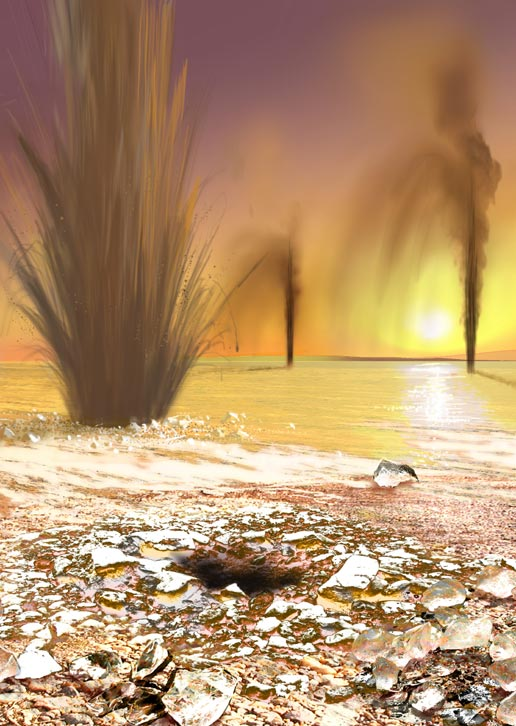
Mô tả về các tia phun đầy cát ở cực nam (ảnh của Ron Miller)

Dữ liệu từ Mars Express của ESA cho thấy chỏm băng có ba phần chính. Phần phản chiếu mạnh nhất của chỏm băng chiếm khoảng 85% băng khô và 15% băng nước. Phần thứ hai, nơi chỏm băng tạo thành những sườn dốc ở vùng rìa với đồng bằng xung quanh, hầu như chỉ có băng nước. Cuối cùng, chỏm băng được bao quanh bởi các tầng đất đóng băng vĩnh cửu kéo dài hàng chục km tính từ các vách đá về phía bắc.
Trung tâm của chỏm băng vĩnh cửu không nằm ở vĩ độ 90°N chính xác của cực nam mà nằm lệch sang khoảng 150 km về phía bắc. Sự hiện diện của hai hố va chạm lớn ở bán cầu tây – Hellas Planitia và Argyre Planitia – tạo ra một khu vực áp suất thấp bất động trên chỏm băng vĩnh cửu. Thời tiết điển hình tại đây là kiểu thời tiết tạo ra tuyết trắng mịn có suất phản chiếu cao. Điều này trái ngược với băng đen hình thành ở phần phía đông của vùng cực, nơi có ít tuyết.

## Đặc điểm
Planum Australe chia thành hai tiểu vùng riêng biệt – Australe Lingula và Promethei Lingula. Chúng bị chia cắt bởi các hẻm núi Promethei Chasma, Ultimum Chasma, Chasma Australe và Australe Sulci. Có giả thuyết cho rằng những hẻm núi này được tạo ra bởi gió katabatic. Miệng hố va chạm lớn nhất ở Planum Australe là McMurdo.

### Mạch nước phun trên Sao Hỏa

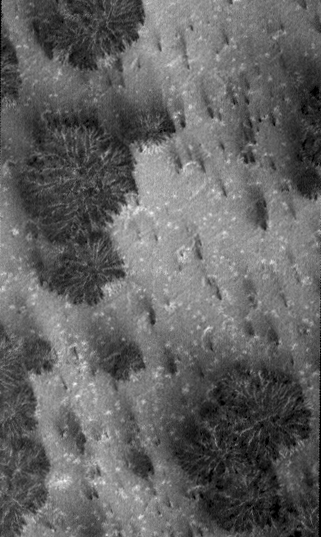
Cận cảnh những "điểm cồn cát tối" được tạo ra bởi hệ thống giống mạch nước phun.

Quá trình đóng băng và tan băng theo mùa ở chỏm băng phía nam dẫn đến sự hình thành các kênh xuyên tâm giống như mạng nhện được ánh sáng mặt trời phản chiếu trên lớp băng dày 1 mét. Về sau, CO2 thăng hoa (và có thể cả nước) làm tăng áp suất bên trong chúng, tạo ra các vụ phun trào giống như mạch nước phun của chất lỏng lạnh thường trộn lẫn với cát hoặc bùn bazan sẫm màu. Quá trình này diễn ra nhanh chóng, được quan sát thấy xảy ra trong khoảng thời gian vài ngày, vài tuần hoặc vài tháng, một tốc độ tăng trưởng khá bất thường về mặt địa chất – đặc biệt là đối với Sao Hỏa. Tàu đổ bộ Mars Geyser Hopper thực hiện một sứ mệnh tìm hiểu sẽ điều tra các mạch nước phun của Sao Hỏa.

### Hồ nước mặn
Vào tháng 9 năm 2020, các nhà khoa học xác nhận sự tồn tại của một số hồ nước mặn lớn dưới lớp băng ở vùng cực nam của Sao Hỏa. Theo một trong những nhà nghiên cứu cho biết, "Chúng tôi đã xác định được cùng một khối nước [như đã đề xuất trước đó trong phát hiện sơ bộ ban đầu], nhưng chúng tôi cũng tìm thấy ba khối nước khác xung quanh khối nước chính... Đó là một hệ thống phức tạp."